# Denizli (provinca)
Provinca Denizli je provinca, ki se nahaja v zahodni Anatoliji v Turčiji ob Egejskem morju. Središče province je mesto Denizli. 

## Okrožja
| - Acıpayam - Akköy - Babadağ - Baklan - Bekilli - Beyağaç - Bozkurt - Buldan - Çal - Çameli | - Çardak - Çivril - Denizli - Güney - Honaz - Kale - Sarayköy - Serinhisar - Tavas |

Koordinati:   37°44′36″N, 29°17′29″E